# أتريمة يونانية
أتريمة يونانية (الاسم العلمي: Eutrema yunnanense) هي نوع من النباتات يتبع جنس الأتريمة من الفصيلة الكرنبية.